# Diauksja
Diauksja, dwufazowy wzrost – rodzaj wzrostu bakterii w hodowli okresowej w której podłożem jest mieszanina substratów. Zjawisko polega na dwukrotnym wystąpieniu fazy zastoju podczas wzrostu hodowli.
Przykładowo pałeczka okrężnicy może wzrastać na podłożu zawierającym glukozę, fruktozę, sorbitol lub laktozę. Jeśli w pożywce znajduje się glukoza i sorbitol lub laktoza będzie można zaobserwować fazę zastoju dwukrotnie. Wynika to z faktu że bakterie najpierw będą zużywać jeden z substratów (glukozę) a po jego wyczerpaniu nastąpi synteza enzymów umożliwiających wykorzystanie drugiego związku (pierwsza faza zastoju) po czym nastąpi ponowny wzrost hodowli zakończony wyczerpaniem drugiego substratu (sorbitol lub laktoza) (druga faza zastoju).